# ТЕЦ Хваловиці
ТЕЦ Хваловиці — теплоелектроцентраль на півдні Польщі, за чотири десятки кілометрів на південний захід від Катовиць.
У 1907 році для забезпечення потреб розташованої у Хваловицях (наразі район міста Рибник) вугільної шахти Donnersmarck Grube запустили електростанцію. У наступні три десятиліття її модернізували, що довело потужність об'єкта до 10,76 МВт.
Під час Другої світової війни, в 1942—1944 роках, тут змонтували чотири нові котли «Борзіґ» (Borsig), а вже після її завершення, в 1947-му — турбіну «Борзіґ» потужністю 15 МВт.
В 1958-му додали ще один паровий котел типу OPS (такою саме тепловою потужністю, як у Borsig — 19,5 МВт), а в 1981 та 1983 роках запустили два водогрійні котли WR-25 потужністю по 29 МВт, основним призначенням яких було забезпечення тепловою енергією міста Рибник. Через збільшення попиту в 1991-му додали водогрійний котел WRp-46 потужністю 40 МВт.
В 1993-му на заміну старій запустили турбіну АВВ RK 2215S з показником 16 МВт. Втім, вже у середині 2010-х її та один з парових котлів вивели з експлуатації, після чого майданчик продовжив діяльність як котельня з тепловою потужністю 163,6 МВт.